# Route 115 (Ontario)
Pour les articles homonymes, voir Route 115.
La route 115 est une route provinciale de l'Ontario reliant Newcaste à Peterborough, dans le sud de la province. Elle mesure 57 kilomètres.
La 115 possède les caractéristiques d'une autoroute à 4 voies séparées sur toute sa longueur à l'exception de 2 petits tronçons possédant des intersections et des services le long de la route. De plus, elle forme 2 multiplex avec 2 autres route provinciales de l'Ontario le long de son tracé. Finalement, elle fait partie du lien Toronto-Peterborough.

## Description du Tracé

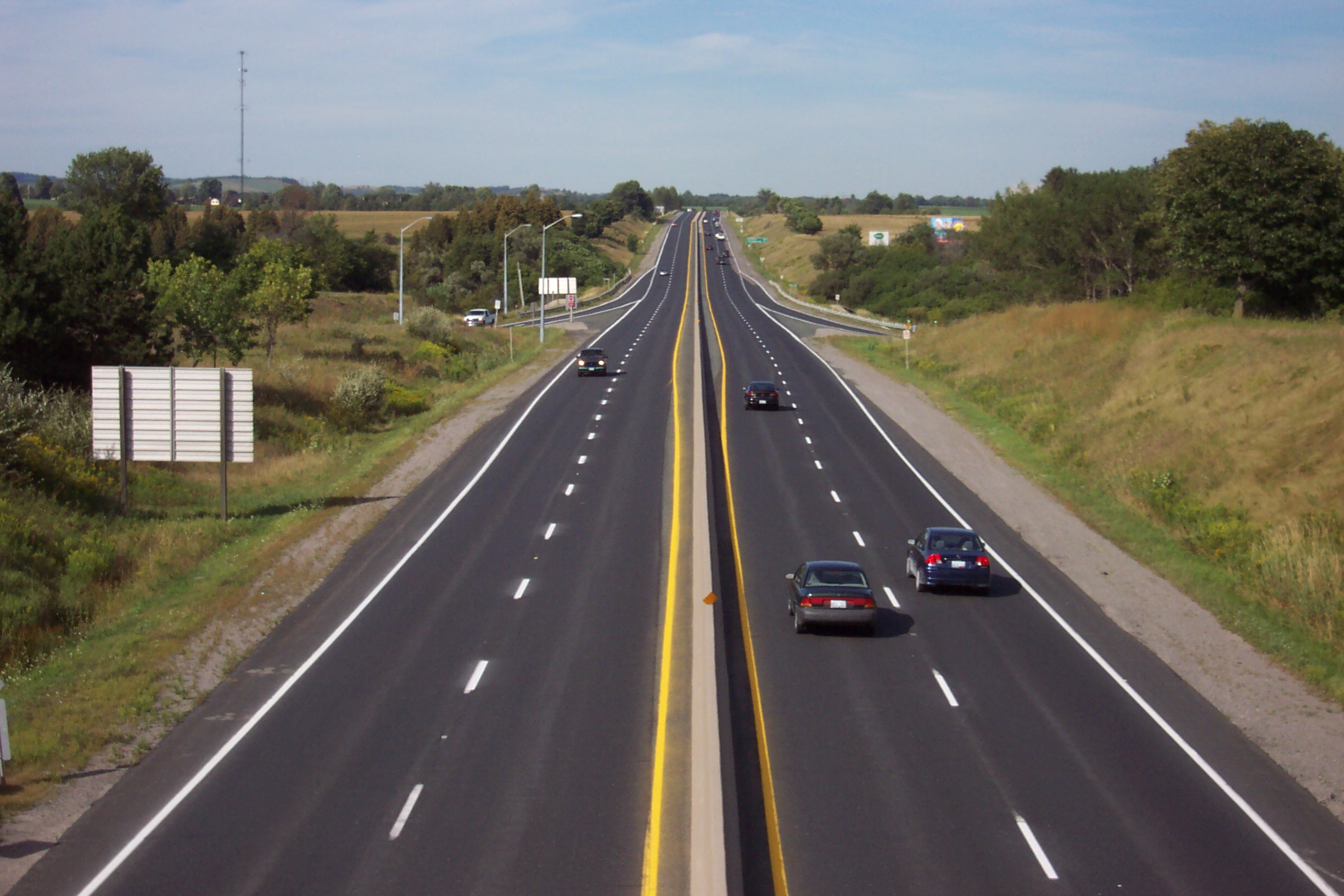
Le multiplex 35/115, au kilomètre 4, à Newastle.

La 115 débute à Newcastle, à sa jonction avec l'autoroute 401 (sortie 435). C'est aussi le terminus sud de la Route 35, route avec laquelle la 115 forme un multiplex pour ses 19 premiers kilomètres.
Après s'être dirigée vers le nord-est pendant 3 kilomètres, elle se dirige vers le nord pendant 16 kilomètres en traversant Orono et Kirby (en). C'est d'ailleurs dans cette section que la 115 devient une route à 4 voies séparées 2 fois, possédant des services le long de la route, soit entre les kilomètres 3 à 5 et 16 à 18. Au kilomètre 19, la 35 se sépare de la 115 pour se diriger vers le nord, vers Lindsay et Bethany. À partir de ce point, la route 115 est une autoroute pour le reste de son parcours.
Au kilomètre 19, elle bifurque vers le nord-est pendant 22 kilomètres, passant au nord de la forêt Ganaraska et de Millbrook. Au kilomètre 41, elle croise la Route 7A en direction de Bethany, puis elle bifurque légèrement vers l'est pendant 9 kilomètres en croisant la Route 7 au kilomètre 46. D'ailleurs, à partir du kilomètre 46, la 115 fait partie de la Route Transcanadienne pour le reste de son parcours, formant aussi un multiplex avec la Route 7.
C'est au kilomètre 50 environ qu'elle fait son entrée dans Peterborough. Après avoir effectué 2 courbes vers le nord puis vers l'est, elle passe au sud de la ville, passant au-dessus de la rivière Otonabee et possédant de nombreux échangeurs vers le centre-ville. Au kilomètre 57, elle se termine abruptement sur une intersection en T, à l'est de Peterborough, sur la Route 7 est et  sur Lansdown St. 

## Liste des sorties
Pour les premiers 19 kilomètres de la route, veuillez voir la Route 35 pour connaître les intersections de la route lors du multiplex 35/115.
| Route 115                        |              |         |                                                                                 | |
| District                         | Ville        | #       | Intersection/Destinations                                                       | Notes |
| Municipalité régionale de Durham | Leskard      | 19      | R-35 nord, Lindsay, Huntsville                                                  | Fin du multiplex avec la 35; pour voir les intersections des 19 premiers kilomètres, veuillez voir l'article Route 35 (Ontario) |
| Municipalité régionale de Durham | Manvers      | 21      | Route locale 20 (Boundary Rd.), New Park, Manvers, forêt Ganaraska              | |
| Kawartha Lakes                   | Manvers      | 26      | Routes locales 12 et 32 (Porter et Pontypool Rd.), Manvers, Bethany, Pontypool  | |
| Peterborough                     | Millbrook    | 32      | Tapley 1/4 Ln., Tapley, Millbrook                                               | |
| Peterborough                     | Millbrook    | 38      | Route locale 10, Millbrook, Cavan, Ida                                          | |
| Peterborough                     | Millbrook    | 40      | R-7A ouest, Bethany, Port Perry                                                 | |
| Peterborough                     | Fraserville  | 45A/45B | R-7 ouest, Omemee, Lindsay, Brooklin                                            | la 115 fait désormais partie de la Route Transcanadienne ; début du multiplex avec la Route 7                                   |
| Peterborough                     | Peterborough | 49      | Route locale 11 sud, airport Rd., aéroport de Peterborough                      | |
| Peterborough                     | Peterborough | 51      | Sir S. Fleming Dr., The Parkway                                                 | |
| Peterborough                     | Peterborough | 53      | traverse de la rivière Otonabee                                                 | traverse de la rivière Otonabee                                                                                                 |
| Peterborough                     | Peterborough | 54      | routes locales 21 et 39 sud, River Rd., Peterborough centre-ville               | |
| Peterborough                     | Peterborough | 56      | Ashburnham Rd.                                                                  | |
| Peterborough                     | Peterborough | (57)    | R-7 est, Lansdown St. Ouest, Peterborough, Madoc, Perth, Carleton Place, Ottawa | intersection en T; fin de la 115 et du multiplex avec la 7                                                                      |
| Vert: Multiplex                  |              |         |                                                                                 | |